# Monocerotesa trichroma
Monocerotesa trichroma là một loài bướm đêm trong họ Geometridae.